# TRIPOS
A TRIPOS egy többfeladatos operációs rendszer, melyet a Cambridge-i Egyetemen fejlesztettek ki az 1970-es évek végén és amely végül az Amiga számítógépek operációs rendszerének, az AmigaOS-nek a szerves részévé vált AmigaDOS néven.

## Történet
A TRIPOS-t dr. Martin Richards a Cambridge-i Egyetem Számítástechnikai Laboratóriumában kezdte el fejleszteni diákok bevonásával 1977-ben IBM nagyszámítógépen. A későbbiekben több platformra is portolták a szoftvert.
Motorola 68000 (68k) processzorokra 1981-ben kezdték el átírni dr. Tim King vezetésével a Bath-i Egyetemen. Dr. King a már kész operációs rendszerrel csatlakozott a MetaComCo (MCC) céghez 1983-ban, ahol megfelelő hardvert kerestek a szoftver számára. Először a nevadai Sage Computer Technology frissen kiadott, 68k-alapú SAGE IV számítógépére portolták a TRIPOS-t. Az 1984-es januári las vegasi Winter International Consumer Electronics Show-n az MCC is képviseltette magát és a rendezvény alatt az Amiga Corp.-től megkeresték őket és pár hónap múlva az MCC szerződést kötött az akkor már Commodore tulajdonú Amiga Corp.-nel mindössze 6 hónappal az Amiga új gépének tervezett megjelenése előtt. Tim King felelt az egész Amiga-projektért és folyamatosan ingázott Bristol és Amerika között, de a Commodore-nál is többen éjszaka is túlóráztak, mivel a Tripos kódján temérdek módosítást kellett végrehajtaniuk, hogy az jól illeszkedjen az Amiga custom chipekre épülő, grafika-orientált hardveréhez.
Nem a teljes TRIPOS operációs rendszer került adaptálásra, hiszen az Amigánál már készen volt a hardverhez tökéletesen illeszkedő mikrokernel, az Exec, illetve a grafikus felhasználói felület (GUI), az Intuition is. A Commodore-Amiga az operációs rendszere (akkori munkanevén: The Commodore Amiga Operating System, CAOS) lemezkezelésért felelős (DOS) részével volt jelentős csúszásban, így végül csak ez a rész, az AmigaDOS lett gyakorlatilag egy TRIPOS adaptáció, beleértve az összes parancssori alkalmazást is.
Az Amiga prototípusát kifejlesztő, eredeti los gatos-i mérnökcsapat, élén Jay Minerrel ugyanakkor elégedetlen volt a TRIPOS miatt ejtett, általuk tervezett funkciók miatt. Kritika érte különösen a TRIPOS Intuitionnal való hibrid kapcsolódásának hiányosságait, köztük az elvetett erőforrás-nyomkövetést (resource-tracking) és a kevésbé fejlett memóriakezelést. Az eredeti TRIPOS kódforrás nagy része a dos.library programkönyvtárban élt tovább, egészen annak v36-os változatáig (AmigaOS 2.0), melyet teljesen az alapoktól újraírtak C-ben, illetve Assemblyben. A visszafelé kompatibilitás megőrzése miatt azonban az AmigaOS későbbi változatai is tartalmaznak - elenyésző mértékben - eredeti TRIPOS kódrészleteket.

## Elnevezés
Az operációs rendszer nevének eredetével kapcsolatosan több verzió is elképzelhető. A legkézenfekvőbb az, ami a Cambridge-i Egyetem hagyományos akadémiai vizsgarendszerének sajátságára a Baccalaureus fokozat előtti megmérettetésekre, kurzusokra, a "tripos"-okra utal. Maguk a diákok is ragasztottak rá, mint mozaikszóra, sajátos jelentést, így például ismert a TRIvial Portable Operating System vagy a Terribly Reliable, Incredibly Portable Operating System név is.

## Jellemzők
A TRIPOS ún. preemptív többfeladatos operációs rendszer, ahol egyszerre mindig csak egy folyamat (process) fut, míg a többi arra vár, hogy ismét rá kerüljön az irányítás. Minden egyes folyamatnak (process) egyedi prioritása van, mely "magas" érték esetén elsődlegességet biztosít más folyamatok előtt. Több parancssori értelmezőt (CLI) képes futtatni külön folyamatokként (terminál-, illetve konzol-kezelés). Az alkalmazott fájlrendszer hierarchikus felépítésű, megkülönböztetve könyvtárakat (directory) és normál adatállományokat (file).

### TRIPOS parancsok
Az alábbi lista a TRIPOS parancssori értelmezője (CLI) által támogatott parancsokat tartalmazza.
- ALINK
- ASSEM
- ASSIGN
- BREAK
- C
- CD
- CONSOLE
- COPY
- DATE
- DELETE
- DIR
- DISKCOPY
- DISKDOCTOR
- ECHO
- ED
- EDIT
- ENDCLI
- FAILAT
- FAULT
- FILENOTE
- FORMAT
- IF
- INFO
- INSTALL
- JOIN
- LAB
- LIST
- MAKEDIR
- MOUNT
- NEWCLI
- PATH
- PROMPT
- PROTECT
- QUIT
- RELABEL
- RENAME
- RUN
- SEARCH
- SKIP
- SORT
- STACK
- STATUS
- TYPE
- VDU
- WAIT
- WHY